# Philipp Lenard
Philipp Eduard Anton von Lenard (Bratislava, naquela altura parte da Hungria, 7 de junho de 1862 — Lauda-Königshofen, 20 de maio de 1947) foi um físico alemão nascido na Hungria. Galardoado com o Nobel de Física de 1905 por suas pesquisas sobre os raios catódicos e a descoberta de muitas de suas propriedades. Ele foi um defensor ativo da ideologia nazista.

## Vida e obra

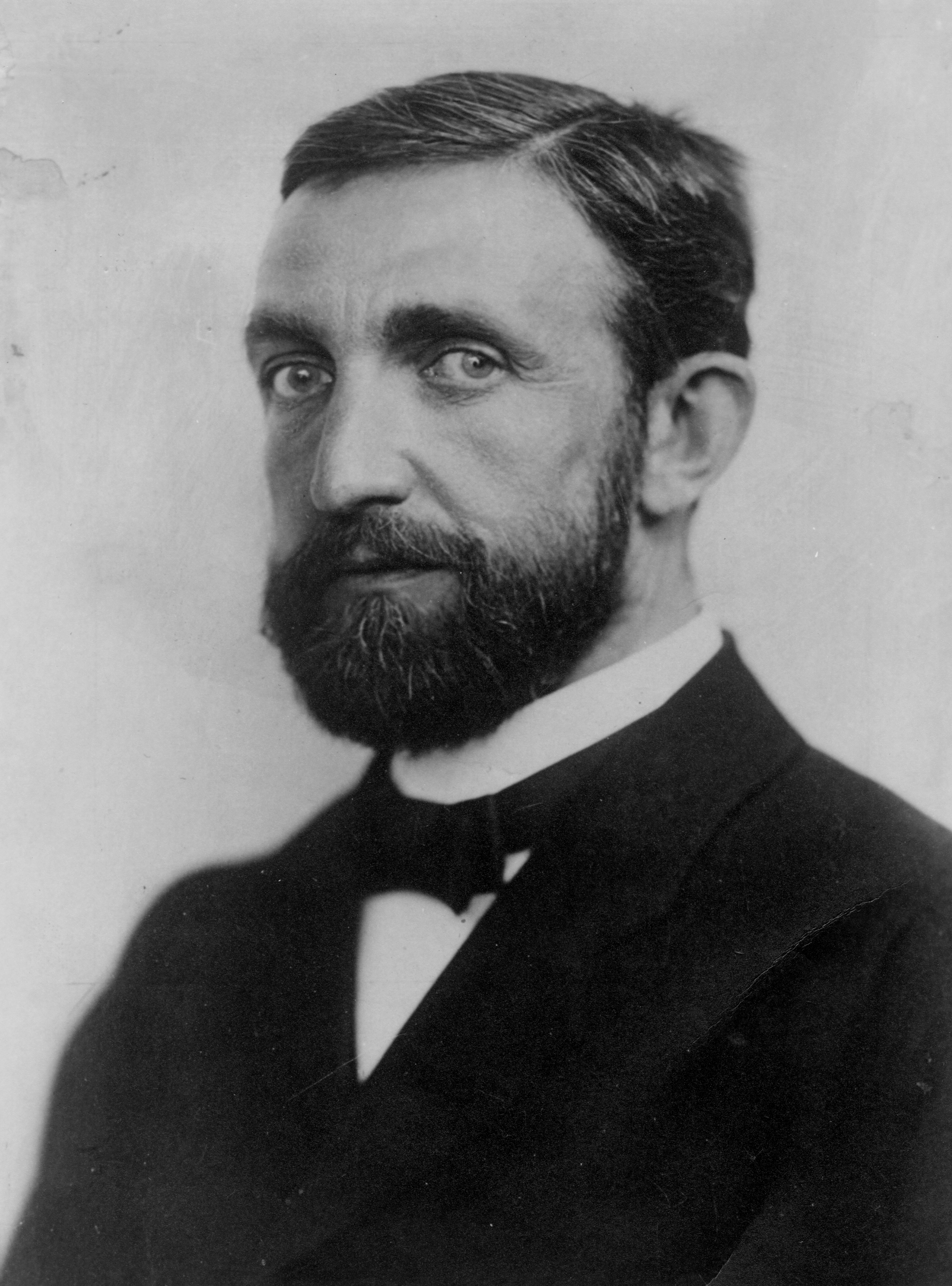
Philipp Eduard Anton von Lenard em 1900

Philipp Lenard nasceu em Pressburg, no antigo Reino da Hungria, Império Austro-Húngaro (desde 1993 na Eslováquia) em 7 de julho de 1862, como o filho de um comerciante de vinhos. Os pais de Lenard falavam alemão, e a família Lenard tinha vindo originalmente de Tirol, no século XVII. Seu pai Philipp von Lenardis (1812-1896) foi um comerciante de vinhos em Pressburg. Sua mãe era Antoine Baumann (1831-1865).
Recebeu o Nobel de Física de 1905, pelas suas investigações sobre os raios catódicos e o descobrimento de muitas das suas propriedades.
Em 1905, Philip Lenard tornou-se membro da Real Academia Sueca de Ciências e em 1907 da Academia Húngara de Ciências. Foi senador da Sociedade Kaiser Wilhelm, de 1933 a 1946.
Lenard se aposentou da Universidade de Heidelberg como professor de física teórica em 1931. Aí ele alcançou o título de professor emérito, mas em 1945 foi expulso de seu cargo pelas forças de ocupação aliadas, aos 83 anos. Faleceu em 1947 em Messelhausen.

### Polémica
Lenard foi um dos primeiros apoiantes do Partido Nazi na Alemanha e era um membro tão dedicado do Partido Nacional Socialista que os oficiais nazis o nomearam Chefe da Física Ariana
Numa carta escrita em 1927 a Wilhelm Wien, reclama das conquistas de Einstein e do suposto domínio judaico da ciência. O cientista lamentou a “ação de Einstein”, referindo-se à aceitação de Einstein na Academia de Ciências da Baviera em Munique. A “intelectualidade superficial” da academia que elevou Einstein foi um “testemunho inesperado do seu domínio pelos judeus”.

## Publicações
- Lenard, Philipp (1906). Über Kathodenstrahlen (On Cathode Rays) (em alemão). [S.l.: s.n.]
- Lenard, Philipp. Über Aether und Materie (On Aether and Matter) (em alemão). [S.l.: s.n.]
- Lenard, Philipp (1914). Probleme komplexer Moleküle (Problems of complex molecules) (em alemão). [S.l.: s.n.]
- Lenard, Philipp (1918). Quantitatives über Kathodenstrahlen (em alemão). [S.l.: s.n.]
- Lenard, Philipp (1918). Über das Relativitätsprinzip (On the Principle of Relativity) (em alemão). [S.l.: s.n.]
- Lenard, Philipp (1921). Aether und Uraether (em alemão). [S.l.: s.n.]
- Lenard, Philipp (1930). Grosse Naturforscher (em alemão). [S.l.: s.n.]
- Lenard, Philipp (1931) (in German). Erinnerungen eines Naturforschers. New edition: Erinnerungen eines Naturforschers – Kritische annotierte Ausgabe des Originaltyposkriptes von 1931/1843 (Arne Schirrmacher, ed.). Springer Verlag, Heidelberg 2010, 344 pages, ISBN 978-3-540-89047-8, e-ISBN 978-3-540-89048-5.
- Lenard, Philipp (1933). Great Men of Science. London: G. Bell and sons. OCLC 1156317
- Lenard, Philipp (1936). Deutsche Physik in vier Bänden (em alemão). [S.l.]: J.F. Lehmann. OCLC 13814543 1. Einleitung und Mechanik, 2. Akustik und Wärmelehre, 3. Optik, Elektrostatik und Anfänge der Elektrodynamik (or: 3. Optik und Elektrizitätslehre 1. Teil), 4. Magnetismus, Elektrodynamik und Anfänge von weiterem (or: Elektrizitätslehre 2. Teil). Later editions, 1943